# Ryōjin Hishō
Ryōjin Hishō (梁塵秘抄 Lương trần bí sao, Sao chép bụi quý đóng trên kèo nhà) là tuyển tập dân ca theo thể điệu imayō (今様 kim dạng, ca khúc đời mới). Ban đầu nó bao gồm hai bộ ca tập do Pháp hoàng Go-Shirakawa kết hợp với nhau: Kashishū (歌詞集 Ca từ tập) và Kudenshū (口伝集 Khẩu truyền tập). Tác phẩm này có lẽ là từ tiết mục biểu diễn của gia sư Pháp hoàng là nghệ sĩ lớn tuổi Otomae sở hữu trình độ nghệ thuật bậc nhất xuất thân dòng họ bốn đời truyền dạy imayō.  Chỉ một phần nhỏ (khoảng 10%) của bộ tuyển tập này là vẫn còn tồn tại đến nay. Những bài hát này rất được ưa chuộng ở Nhật Bản vào cuối thời Heian nhưng bước sang thời Kamakura thì chẳng còn mấy ai đoái hoài đến nữa.